# Штендаль (район)
Штендаль (нем. Stendal) — район в Германии. Центр района — город Штендаль. Район входит в землю Саксония-Анхальт. Занимает площадь 2422,96 км². Население — 131 267 чел. Плотность населения — 54 человека/км².
Официальный код района — 15 3 63.
Район подразделяется на 126 общин.

## Города и общины
1. Хафельберг (7 584)

Объединения общин
Управление Арнебург-Гольдбек
1. Альтенцаун (132)
2. Арнебург (1 728)
3. Бабен (194)
4. Белиц (92)
5. Берендорф (526)
6. Бертков (316)
7. Айкстедт (471)
8. Гольдбек (1 338)
9. Хассель (862)
10. Хоэнберг-Круземарк (654)
11. Иден (966)
12. Клайн-Швехтен (544)
13. Линдторф (413)
14. Рохау (727)
15. Зандауэрхольц (166)
16. Занне (182)
17. Шварцхольц (260)
18. Вербен (853)

Управление Бисмарк/Кледен
1. Бадинген (510)
2. Беркау (487)
3. Бисмарк (3 292)
4. Бюсте (387)
5. Добберкау (315)
6. Гарлип (199)
7. Грассау (287)
8. Хоэнвульш (426)
9. Хольцхаузен (113)
10. Кетен (143)
11. Кледен (741)
12. Кённигде (171)
13. Кремкау (224)
14. Месдорф (738)
15. Кверштедт (247)
16. Шеплиц (118)
17. Шерникау (458)
18. Шинне (484)
19. Шорштедт (307)
20. Штайнфельд (328)

Управление Эльбе-Хафель-Ланд
1. Фишбек (691)
2. Хоэнгёрен (450)
3. Камерн (747)
4. Клиц (1 681)
5. Нойермарк-Любарс (354)
6. Зандау (1 047)
7. Шёнфельд (252)
8. Шёнхаузен (2 051)
9. Шоллене (1 405)
10. Вулькау (452)
11. Вуст (891)

Управление Остербург
1. Баллерштедт (313)
2. Дюзедау (362)
3. Эркслебен (494)
4. Флессау (1 018)
5. Гладигау (393)
6. Хинденбург (422)
7. Кёнигсмарк (533)
8. Крефезе (539)
9. Мезеберг (377)
10. Остербург (7 150)
11. Россау (442)
12. Вальслебен (472)

Управление Зехаузен (Альтмарк)
1. Аулозен (233)
2. Бойстер (526)
3. Бок (304)
4. Бреч (642)
5. Фалькенберг (265)
6. Гагель (125)
7. Гестготберг (398)
8. Голленсдорф (304)
9. Грос-Гарц (796)
10. Хайлигенфельде (234)
11. Коссебау (297)
12. Крюден (706)
13. Лихтерфельде (325)
14. Лозенраде (161)
15. Лоссе (130)
16. Люкштедт (598)
17. Нойкирхен (271)
18. Поллиц (304)
19. Шёнберг (571)
20. Зехаузен (4 289)
21. Варенберг (359)
22. Ванцер (119)
23. Вендемарк (232)

Управление Штендаль-Ухтеталь
1. Бухгольц (292)
2. Дален (670)
3. Грос-Швехтен (636)
4. Херен (584)
5. Инзель (753)
6. Мёринген (790)
7. Нарштедт (297)
8. Штатс (276)
9. Штендаль (37 451)
10. Ухтспринге (1 446)
11. Инглинген (1 044)
12. Финцельберг (294)
13. Фольгфельде (197)
14. Виттенмор (280)

Управление Тангерхютте-Ланд
1. Беллинген (292)
2. Биркхольц (420)
3. Биткау (756)
4. Коббель (269)
5. Демкер (381)
6. Грибен (792)
7. Хюзелиц (290)
8. Йерхель (147)
9. Кенерт (380)
10. Людериц (1 162)
11. Рингфурт (312)
12. Шернебек (249)
13. Шёнвальде (121)
14. Тангерхютте (6 016)
15. Ухтдорф (292)
16. Иц (205)
17. Вайсеварте (461)
18. Виндберге (308)

Управление Тангермюнде
1. Бёльсдорф (325)
2. Бух (398)
3. Гроблебен (106)
4. Хемертен (219)
5. Лангензальцведель (183)
6. Мильтерн (407)
7. Шелльдорф (218)
8. Шторкау (176)
9. Тангермюнде (9 714)